# Playhouse
Playhouse (zapis stylizowany: PLAYHOUSE) – debiutancki album studyjny polskiej piosenkarki Sary James. Wydawnictwo ukazało się 8 listopada 2024 nakładem wytwórni muzycznej Polydor Records w dystrybucji Universal Music Polska.
Album jest utrzymany w stylu muzyki pop i electropop. Składa się z wersji standardowej (1 CD).
Płyta zadebiutowała na 28. miejscu polskiej listy sprzedaży – OLiS.
Nagrania były promowane singlami: „Blue”, „I Tell Everyone About You”, „Detox”, „Sunshine State of Mind”, „Psycho”, „Salty” i „Tiny Heart”.

## Lista utworów
Opracowano na podstawie materiału źródłowego.
| Playhouse – Wersja standardowa | Playhouse – Wersja standardowa | Playhouse – Wersja standardowa                                            | Playhouse – Wersja standardowa                                                                    | Playhouse – Wersja standardowa |
| Nr                             | Tytuł utworu                   | Słowa                                                                     | Muzyka                                                                                            | Długość                        |
| ------------------------------ | ------------------------------ | ------------------------------------------------------------------------- | ------------------------------------------------------------------------------------------------- | ------------------------------ |
| 1.                             | „Would You Like to Play Me?”   | Sara Egwu-James                                                           | Sara Egwu-James, Arkadiusz Kopera                                                                 | 0:35                           |
| 2.                             | „Detox”                        | Sara Egwu-James, Negin Djafari, Cameron Warren                            | Sara Egwu-James, Negin Djafari, Cameron Warren                                                    | 2:35                           |
| 3.                             | „Psycho”                       | Sara Egwu-James, Mathilde Nyegaard                                        | Sara Egwu-James, Mathilde Nyegaard, Jonas Kalisch, Henrik Meinke, Alexsej Vlasenko, Jeremy Chacon | 3:07                           |
| 4.                             | „One Last Chance”              | Sara Egwu-James, Jazz Wade                                                | Sara Egwu-James, Jazz Wade, Jonas Kalisch, Henrik Meinke, Alexsej Vlasenko, Jeremy Chacon         | 2:47                           |
| 5.                             | „Feel So Good”                 | Sara Egwu-James, Kristin Skolem                                           | Sara Egwu-James, Kristin Skolem, Bendik Møller                                                    | 2:31                           |
| 6.                             | „Like Me”                      | Sara Egwu-James, Jay Sorrow                                               | Sara Egwu-James, Jay Sorrow, Freddy Rochow                                                        | 2:19                           |
| 7.                             | „Salty”                        | Sara Egwu-James, René Miller, Ali Zyckowski, Patrick Salmy, Ricardo Muñoz | Sara Egwu-James, René Miller, Ali Zyckowski, Patrick Salmy, Ricardo Muñoz                         | 3:11                           |
| 8.                             | „Tiny Heart Intro”             | Sara Egwu-James, René Miller                                              | Sara Egwu-James, René Miller, Michael Burek                                                       | 1:26                           |
| 9.                             | „Tiny Heart”                   | Sara Egwu-James, René Miller                                              | Sara Egwu-James, René Miller, Michael Burek                                                       | 3:35                           |
| 10.                            | „I Trust You, I Really Do…”    | Sara Egwu-James, Arkadiusz Kopera                                         | Sara Egwu-James, Arkadiusz Kopera                                                                 | 0:41                           |
| 11.                            | „51 50”                        | Sara Egwu-James, John Samuel, Elizaveta Mariya Varum                      | Sara Egwu-James, John Samuel, Elizaveta Mariya Varum                                              | 3:12                           |
| 12.                            | „IDK Me Anymore”               | Sara Egwu-James, John Samuel                                              | Sara Egwu-James, John Samuel                                                                      | 3:14                           |
| 13.                            | „I Tell Everyone About You”    | Sara Egwu-James, John Samuel                                              | Sara Egwu-James, John Samuel                                                                      | 3:01                           |
| 14.                            | „Blue”                         | Sara Egwu-James, John Samuel                                              | Sara Egwu-James, John Samuel                                                                      | 3:41                           |
| 15.                            | „Collarbone”                   | Sara Egwu-James, John Samuel                                              | Sara Egwu-James, John Samuel                                                                      | 2:33                           |
| 16.                            | „You Shouldn’t Cry”            | Sara Egwu-James, John Samuel                                              | Sara Egwu-James, John Samuel                                                                      | 3:19                           |
| 17.                            | „Sunshine State of Mind”       | Sara Egwu-James, John Samuel                                              | Sara Egwu-James, John Samuel                                                                      | 2:53                           |
| 18.                            | „Play Me,…..Again!!”           | Sara Egwu-James, Arkadiusz Kopera                                         | Sara Egwu-James, Arkadiusz Kopera                                                                 | 0:28                           |
|                                |                                |                                                                           |                                                                                                   | 45:08                          |

Uwagi:
- We wszystkich utworach tytuły piosenek są stylizowane na wszystkie duże litery.

## Pozycje na listach sprzedaży

### Pozycje na listach tygodniowych
| Kraj   | Lista (2024)            | Najwyższa pozycja |
| ------ | ----------------------- | ----------------- |
| Polska | OLiS – albumy           | 28                |
| Polska | OLiS – albumy fizycznie | 12                |

## Wyróżnienia
| Rok  | Konkurs        | Kategoria      | Rezultat  |
| ---- | -------------- | -------------- | --------- |
| 2025 | Fryderyki 2025 | Album roku pop | Nominacja |